# Primavera araba

Mappa del mondo arabo.

Con primavera araba (in arabo الربيع العربي al-Rabīʿ al-ʿArabī) si intende un termine di origine giornalistica, utilizzato per lo più dai media occidentali, per indicare una serie di proteste ed agitazioni cominciate tra la fine del 2010 e l'inizio del 2011. Il primo uso specifico dell'espressione Arab Spring (Primavera araba), per denotare appositamente questi eventi, viene attribuito al politologo Marc Lynch in un articolo della rivista americana Foreign Policy del 6 gennaio 2011. Il riferimento è sia alla "primavera dei popoli" del 1848, sia alla primavera di Praga del 1968, nella quale lo studente Jan Palach si diede fuoco. I paesi maggiormente coinvolti dalle sommosse furono l'Egitto, la Siria, la Libia, la Tunisia, lo Yemen, l'Algeria, l'Iraq, il Bahrein, la Giordania e il Gibuti, mentre ci sono stati moti minori in Mauritania, in Arabia Saudita, in Oman, in Sudan, in Somalia, in Marocco e in Kuwait. Le vicende sono tuttora in corso nelle regioni del Medio Oriente, del Vicino Oriente e del Nord Africa.

## Storia
La rivolta iniziò il 17 dicembre 2010, in seguito alla protesta estrema del tunisino Mohamed Bouazizi, il quale si diede fuoco in seguito a maltrattamenti subiti da parte della polizia, il cui gesto innescò l'intero moto di rivolta tramutatosi nella cosiddetta Rivoluzione dei Gelsomini. Per le stesse ragioni, un effetto domino si propagò ad altri Paesi del mondo arabo e della regione del Nord Africa. In molti casi i giorni più accesi, o quelli dai quali prese avvio la rivolta, sono stati chiamati giorni della rabbia o con nomi simili.
Nel 2011, quattro capi di Stato furono costretti alle dimissioni, alla fuga e in alcuni casi portati alla morte: in Tunisia Zine El-Abidine Ben Ali (14 gennaio 2011), in Egitto Hosni Mubarak (11 febbraio 2011), in Libia Muʿammar Gheddafi che, dopo una lunga fuga da Tripoli a Sirte, sotto i bombardamenti anglo-francesi, fu catturato e ucciso dai ribelli, con l'aiuto determinante di Stati Uniti e Francia, il 20 ottobre 2011, e in Yemen Ali Abdullah Saleh (27 febbraio 2012).
I sommovimenti in Tunisia portarono il presidente Ben Ali, dopo venticinque anni, alla fuga in Arabia Saudita. In Egitto, le imponenti proteste iniziate il 25 gennaio 2011, dopo diciotto giorni di continue dimostrazioni, accompagnate da vari episodi di violenza, costrinsero alle dimissioni (complici anche le pressioni esercitate da Washington) il presidente Mubarak dopo trent'anni di potere. Nello stesso periodo, il re di Giordania ʿAbd Allāh attuò un rimpasto ministeriale e nominò un nuovo primo ministro, con l'incarico di preparare un piano di "vere riforme politiche".
Sia l'instabilità portata dalle proteste nella regione mediorientale e nordafricana, sia le loro profonde implicazioni geopolitiche, attirarono grande attenzione e preoccupazione in tutto il mondo.

## I fattori scatenanti
Le proteste hanno colpito non solo paesi arabi, ma anche alcuni Stati non arabi, come nel caso della Repubblica Islamica dell'Iran, che ha in un certo senso anticipato la primavera araba con le proteste post-elettorali del 2009-2010; i due casi hanno in comune l'uso di tecniche di resistenza civile, come scioperi, manifestazioni, marce e cortei e talvolta anche atti estremi come suicidi, divenuti noti tra i media come autoimmolazioni, e l'autolesionismo. Anche l'utilizzo di social network come Facebook e Twitter per organizzare, comunicare e divulgare determinati eventi è stato molto diffuso, a dispetto dei tentativi di repressione statale. La Primavera araba ha avuto lo scopo di portare o riportare le tradizioni del mondo arabo al potere. I social network tuttavia non sarebbero stati il vero motore della rivolta, secondo alcuni osservatori, per i quali "il network della moschea, o del bazar, conta assai più di Facebook, Google o delle email". Alcuni di questi moti, in particolare in Tunisia ed Egitto, hanno portato a un cambiamento di governo, e sono stati identificati come rivoluzioni.
I fattori che hanno portato alle proteste iniziali sono numerosi e comprendono la corruzione, l'assenza di libertà individuali, la violazione dei diritti umani e la mancanza di interesse per le condizioni di vita, molto dure, che in molti casi rasentano la povertà estrema. Delle rivolte hanno poi cercato di approfittarne movimenti estremisti e terroristici di matrice islamica, come i Fratelli Musulmani che con trucchi, intimidazioni e corruzioni, sono riusciti anche a prendere il potere in alcuni Stati, riportando in vigore leggi (spesso di matrice tradizionale o religiosa) ancora più opprimenti e antiquate di quelle in vigore prima della rivolta. Anche la crescita del prezzo dei generi alimentari e la fame sono da considerarsi tra le principali ragioni del malcontento; questi fattori hanno colpito larghe fasce della popolazione nei Paesi più poveri nei quali si sono svolte le proteste, portando quasi a una crisi paragonabile a quella osservata nella crisi alimentare mondiale nel 2007-2008. Tra le cause dell'aumento dei costi, secondo Abdolreza Abbassian, capo economista alla FAO, vi fu la "siccità in Russia e Kazakistan, accompagnata dalle inondazioni in Europa, Canada e Australia, associate a incertezza sulla produzione in Argentina", a causa della quale i governi dei Paesi del Maghreb, costretti ad importare i generi commestibili, decisero per l'aumento dei prezzi dei prodotti alimentari di largo consumo. Altri analisti hanno messo in risalto il ruolo della speculazione finanziaria nel determinare la crescita del prezzo dei generi alimentari in tutto il mondo. Prezzi più alti si registrarono anche in Asia e in particolare in India, dove vi furono rialzi nell'ordine del 18%, e in Cina, con aumento dell'11,7% in un anno.

## Stati coinvolti

### Tunisia

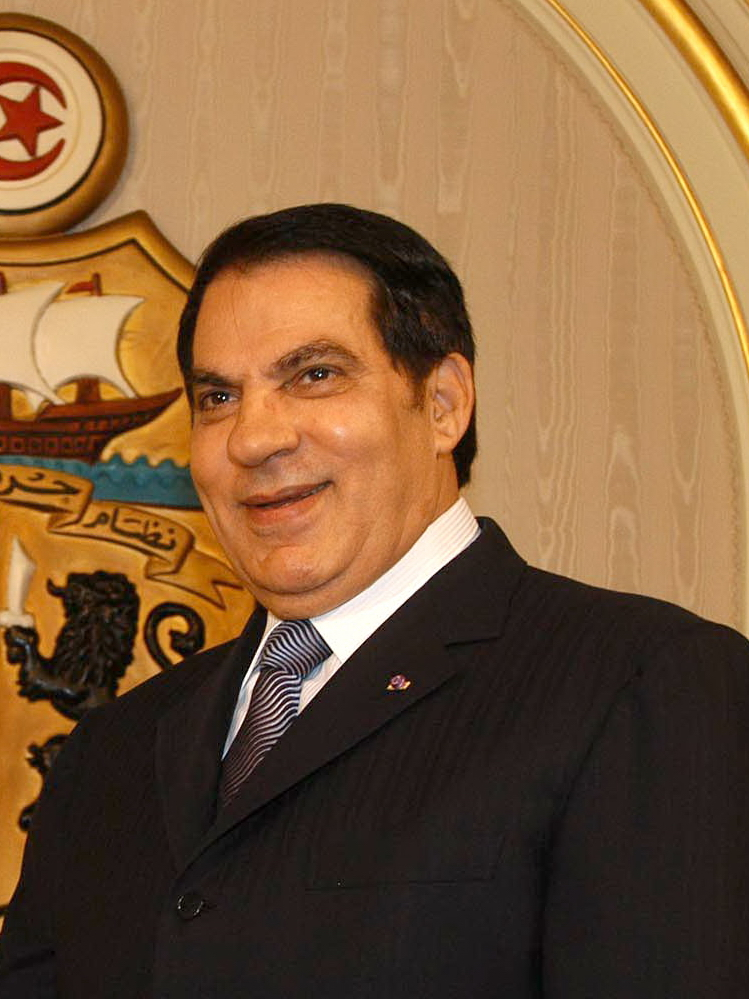
Zine El-Abidine Ben Ali, ex presidente della Tunisia

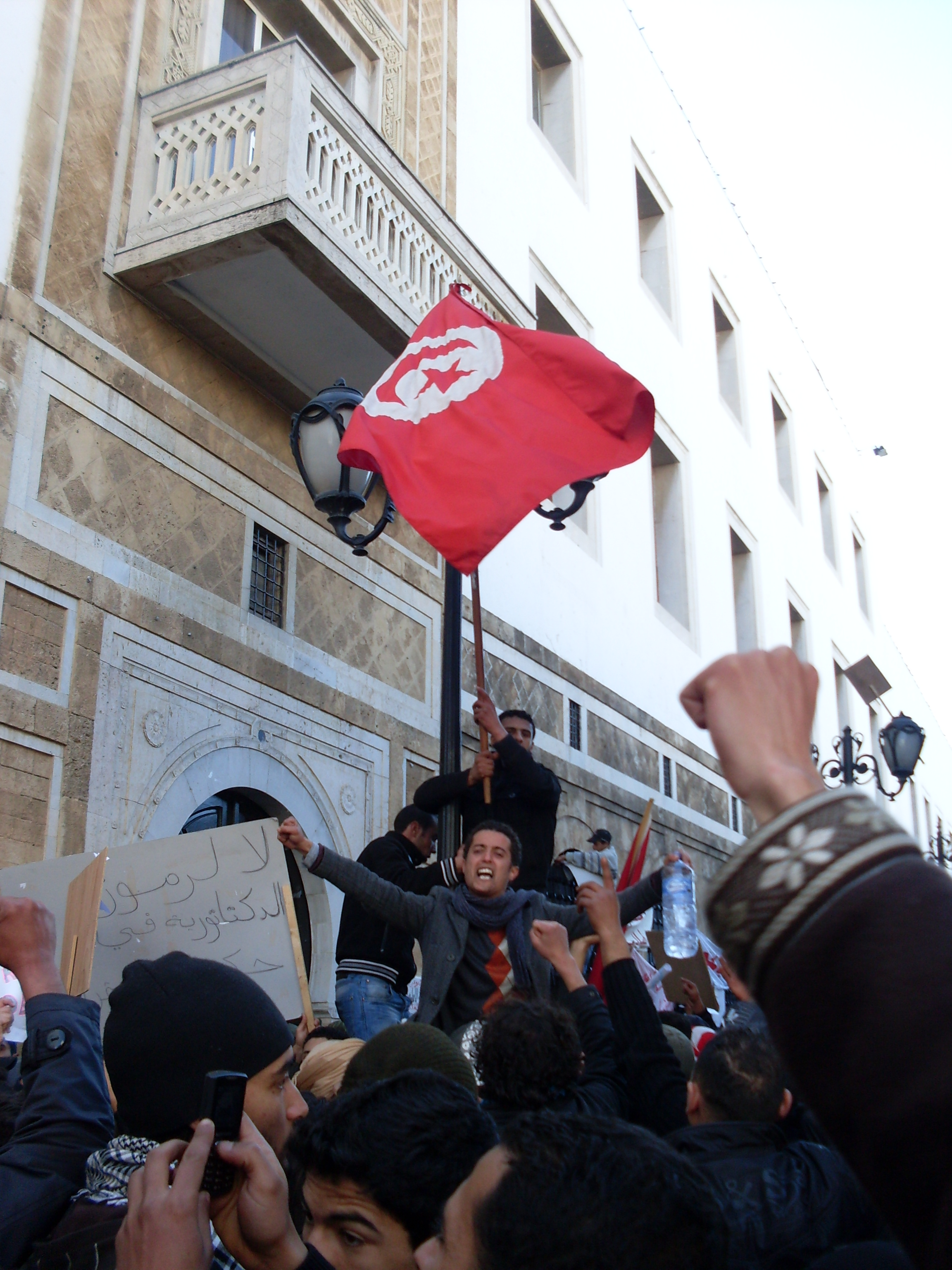
La Carovana della Liberazione a Tunisi

Le proteste nello stato unitario iniziarono dopo il gesto disperato di un fruttivendolo, Mohamed Bouazizi, che il 17 dicembre 2010 si diede fuoco per protestare contro il sequestro da parte della polizia della propria merce. Il 27 dicembre il movimento di protesta si diffuse anche a Tunisi, dove giovani laureati disoccupati manifestarono per le strade della città e vennero colpiti duramente dalla polizia.
Nonostante un rimpasto di governo il 29 dicembre, le rivolte nel paese non si placarono. Il 13 gennaio il presidente tunisino Ben Ali, in un intervento trasmesso dalla televisione nazionale, si impegnò a lasciare il potere nel 2014 e promise che avrebbe garantito la libertà di stampa. Il suo discorso però non calmò gli animi e le manifestazioni continuarono. Meno di un'ora dopo, venne decretato lo stato d'emergenza e imposto il coprifuoco in tutto il Paese. Poco dopo, il primo ministro Mohamed Ghannushi dichiarò di aver assunto la carica di presidente ad interim fino alle elezioni anticipate. In serata venne dato l'annuncio che Ben Ali, dopo ventiquattro anni al potere, aveva lasciato il Paese.
A fine febbraio alcune decine di migliaia di manifestanti si radunarono nel centro di Tunisi per chiedere le dimissioni del governo provvisorio, insediatosi dopo la cacciata di Ben Ali.

### Egitto

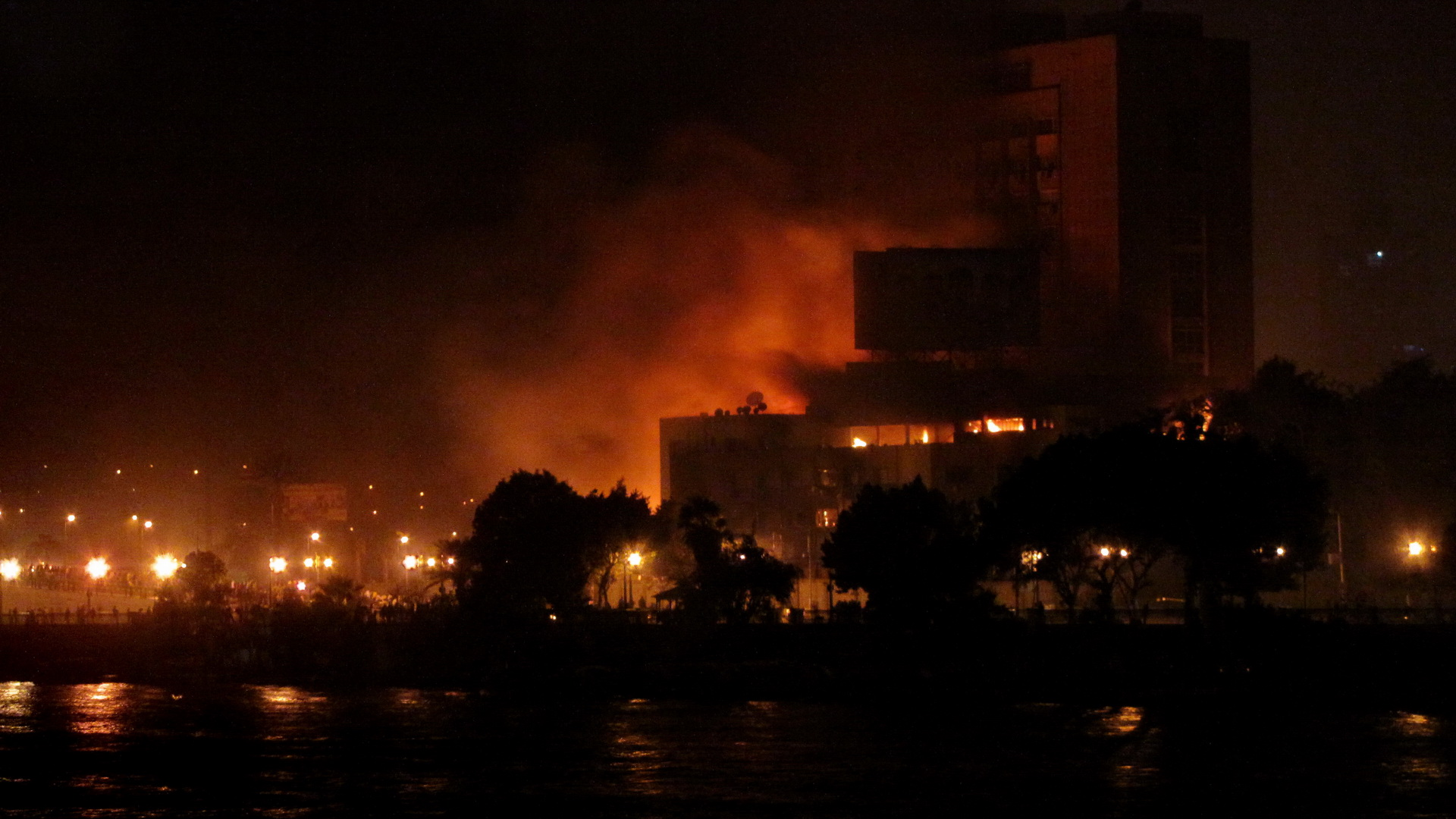
Il quartier generale del Partito Nazionale Democratico di Mubarak messo a fuoco il 28 gennaio

Il 25 gennaio 2011, in seguito ai diversi casi di protesta estrema, in cui diverse persone si erano date fuoco, violenti scontri si svilupparono al centro del Cairo, con feriti ed arresti, durante le manifestazioni della giornata della collera, convocata da opposizione e società civile contro la carenza di lavoro e le misure repressive. Il fulcro delle manifestazioni è piazza Tahrir, che si trova al centro della metropoli e rappresenta un punto nevralgico della capitale egiziana, ospitando importanti edifici amministrativi, hotel di lusso, l'università americana (AUC) e il Museo delle antichità egizie. I manifestanti contrari al regime di Mubarak invocano la liberazione dei detenuti politici, la liberalizzazione dei media, e sostengono la rivolta contro la corruzione e i privilegi dell'oligarchia.
Il 29 gennaio il presidente Hosni Mubarak licenziò il governo e nominò come suo vice l'ex capo dell'intelligence, ʿOmar Sulaymān. Tuttavia gli scontri e le manifestazioni continuarono nelle città egiziane. Il 5 febbraio intanto si dimise l'esecutivo del Partito nazionale democratico di Mubarak, mentre il rais alcuni giorni dopo delegò tutti i suoi poteri a Sulaymān. L'11 febbraio il vice presidente annunciò le dimissioni di Mubarak mentre oltre un milione di persone continuavano a manifestare nel Paese. L'Egitto fu lasciato nelle mani di una giunta militare, presieduta dal feldmaresciallo Mohamed Hussein Tantawi, in attesa che venisse emendata la costituzione e che fosse predisposta la convocazione di nuove elezioni. Le elezioni presidenziali del 2012 furono vinte da Mohamed Morsi, sostenuto dal movimento islamista dei Fratelli Musulmani, il quale, a sua volta, venne rovesciato dal colpo di Stato del generale al-Sisi l'anno successivo.

### Libia

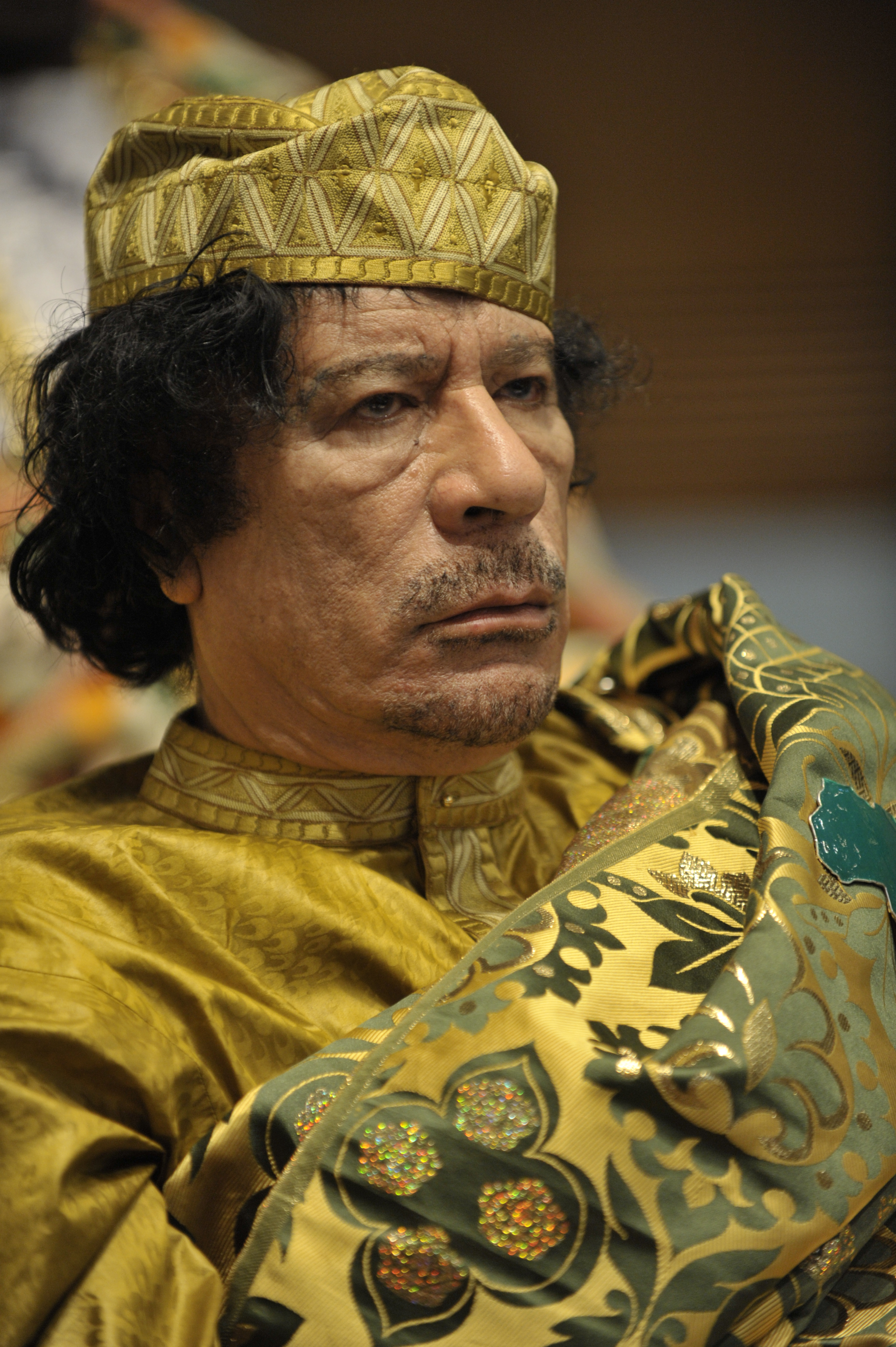
Il dittatore libico Mu'ammar Gheddafi, ucciso dal CNT il 20 ottobre 2011.

La vecchia bandiera del regno libico usata durante le manifestazioni dalle forze di opposizione

Il 16 agosto 2011 si verificarono nella città di Bengasi scontri fra manifestanti, irritati per l'arresto di un attivista dei diritti umani, e la polizia, inviata da sostenitori del governo. In tutto il Paese nel frattempo si tennero manifestazioni a sostegno del leader Muʿammar Gheddafi.
Il 17 febbraio si registrarono numerosi morti in accesi conflitti a Bengasi, città simbolo della rivolta libica che intendeva cacciare Gheddafi, al potere da oltre quarant'anni. Testimoni vicini ai ribelli riferirono inoltre che sarebbero avvenute vere e proprie esecuzioni da parte delle forze di polizia. Nella data del 17 febbraio, proclamata la giornata della collera, milizie giunte da Tripoli a Beida, nell'est della Libia, attaccarono i manifestanti, causando morti e numerosi feriti.
Molti dei decessi registrati in Libia risultarono concentrati nella sola città di Bengasi, località tradizionalmente poco fedele al leader libico e più influenzata dalla cultura islamista. Il 20 febbraio il numero delle vittime si avvicinava ai 300 morti. Il sito informativo libico Libya al-Youm denunciò che i militari inviati dal regime libico per reprimere i manifestanti di Bengasi stanno usando in queste ore armi pesanti contro le persone riunite davanti al tribunale cittadino, come razzi Rpg e armi anticarro.
Il 21 febbraio la rivolta si allargò anche alla capitale Tripoli, dove i contestatori diedero fuoco a edifici pubblici. Nella stessa giornata a Tripoli si fece ricorso a raid dell'aviazione sui manifestanti per soffocare la protesta. Il 21 febbraio cominciarono le defezioni dei politici libici: la delegazione libica all'Onu prese nettamente le distanze dal leader Muʿammar Gheddafi. Il vice-ambasciatore libico, Ibrahim Dabbashi, a capo della squadra diplomatica libica, accusò il Colonnello di essere colpevole di genocidio e di aver praticato crimini contro l'umanità. Il 20 ottobre 2011 Gheddafi venne catturato e ucciso vicino a Sirte. Il suo cadavere fu poi sepolto nel deserto vicino a Misurata.

### Siria

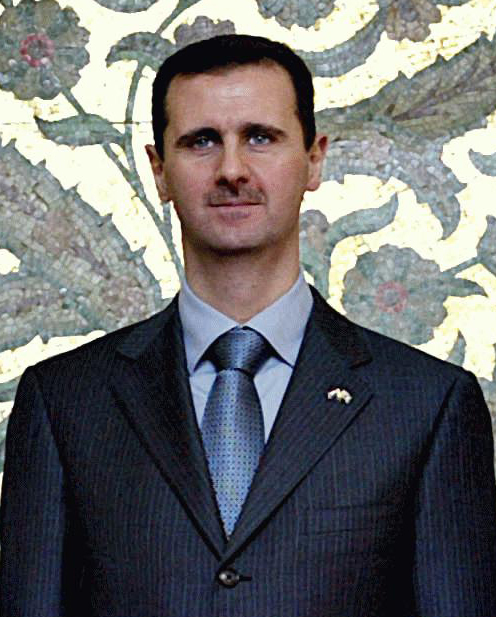
Il presidente siriano Bashar al-Assad

La vecchia bandiera della Siria usata durante le manifestazioni dalle forze di opposizione

## Episodi correlati

### Conflitti e sommosse
- Guerra civile siriana
- Sommosse popolari in Bahrein del 2011-2014
- Proteste in Giordania del 2011-2014

### Proteste in altri paesi arabi
- Proteste in Algeria del 2010-2012
- Proteste in Arabia Saudita del 2011-2014
- Proteste a Gibuti del 2011
- Proteste in Iraq del 2011
- Proteste in Kuwait del 2011-2013
- Proteste in Libano del 2011
- Proteste in Mauritania del 2011-2012
- Proteste in Marocco del 2011-2012
- Proteste in Oman del 2011
- Proteste nel Sahara Occidentale del 2011
- Proteste in Sudan del 2011
- Rivolta yemenita

### Proteste in paesi non arabi
- Proteste in Iran del 2011